# Miquel Barceló García
 (novembre 2020).
Pour les articles homonymes, voir Barcelo et García.
Miquel Barceló García, né le 30 novembre 1948 à Mataró (Catalogne) et mort le 23 novembre 2021, est un docteur en informatique, ingénieur aéronautique et diplômé en énergie nucléaire espagnol, également éditeur, traducteur et écrivain, spécialisé dans le genre de la science-fiction.

## Carrière
Miquel Barceló García a dirigé et coordonné le programme de doctorat sur durabilité, technologie et humanisme de l'université polytechnique de Catalogne. Il a été professeur à la Faculté d'informatique de Barcelone depuis sa création en 1976, au Département d'Ingénierie de Services et Systèmes d'Information de l'UPC.
Editeur, il a travaillé pour Ediciones B, où il a dirigé la collection NOVA, spécialisée en récits et romans de science-fiction.

## Œuvre publiée
- El otoño de las estrellas (Roman court, 2001) avec Pedro Jorge Romero.
- Testimoni de Narom (Roman court, 1998) avec Pedro Jorge Romero. Gagnante du disparu Prix de Récit de science-fiction Jules Verne d'Andorre.
- Ciencia ficción: Guía de lectura (essai, 1990).
- Cuentos de ciencia ficción (anthologie, 1998) avec Pedro Jorge Romero.
- Paradojas en la la ciencia ficción II (essai, Sirius 2005).
- La ciència-ficció (essai, 2006).
- Una història de la informàtica (essai, UOC 2008).
- Ciencia Ficción. Nueva guía de lectura  (essai, 2015).